# Аджомале, Моболаде
Мобола́де «Бола́де» Абимбо́ла Аджома́ле (англ. Mobolade «Bolade» Abimbola Ajomale; род. 31 августа 1995, Лондон, Великобритания) — канадский легкоатлет нигерийского происхождения, специализирующийся в спринтерском беге. Бронзовый призёр Олимпийских игр 2016 года в эстафете 4×100 метров.

## Биография
Родился в Лондоне, детство провёл на исторической родине родителей в Нигерии. В 11 лет вместе с семьёй переехал в канадский Ричмонд-Хилл.
Начал серьёзно заниматься лёгкой атлетикой в 16 лет, после того как без подготовки вышел в финал школьного чемпионата провинции Онтарио в беге на 100 метров. До этого несколько лет играл в футбол, где выделялся своей высокой скоростью. Начинал выступать за школьную команду по регби, но тренер по лёгкой атлетике убедил его мать, что это слишком травмоопасный вид спорта для Боладе.
Участвовал в юниорских чемпионатах мира в 2012 (вышел в полуфинал в беге на 100 метров) и 2014 годах.
В 2014 году поступил в Университет академии искусств в Сан-Франциско, Калифорния, где стал получать образование в области рекламы. Его тренером в США стал Брендит Кэмпбелл. Под его руководством Боладе участвовал в чемпионате мира в помещении 2016 года, где вышел в полуфинал в беге на 60 метров. На летнем чемпионате Канады занял 4-е место на стометровке и стал членом сборной на Олимпийских играх. Там его участие ограничилось предварительными забегами в эстафете 4×100 метров. Благодаря его помощи, канадцы вышли в финал, где завоевали бронзовые медали (место Аджомале в составе занял двукратный призёр Игр Андре Де Грасс).
В 2017 году в составе сборной Канады занял шестое место в финале чемпионата мира в эстафете 4×100 метров.

## Основные результаты
| Год  | Турнир                       | Место проведения         | Дисциплина       | Место       | Результат |
| ---- | ---------------------------- | ------------------------ | ---------------- | ----------- | --------- |
| 2012 | Чемпионат мира среди юниоров | Барселона, Испания       | 100 м            | 17-е (1/2)  | 10,56     |
| 2012 | Чемпионат мира среди юниоров | Барселона, Испания       | эстафета 4×100 м | 15-е (заб.) | 40,58     |
| 2014 | Чемпионат мира среди юниоров | Юджин, США               | 200 м            | 43-е (заб.) | 21,60     |
| 2014 | Чемпионат мира среди юниоров | Юджин, США               | эстафета 4×100 м | —           | DQ        |
| 2015 | Универсиада                  | Кванджу, Южная Корея     | 100 м            | 12-е (1/2)  | 10,43     |
| 2015 | Универсиада                  | Кванджу, Южная Корея     | 200 м            | 11-е (1/2)  | 21,27     |
| 2015 | Универсиада                  | Кванджу, Южная Корея     | эстафета 4×100 м | 10-е (заб.) | 40,30     |
| 2016 | Чемпионат мира в помещении   | Портленд, США            | 60 м             | 10-е (1/2)  | 6,60      |
| 2016 | Олимпийские игры             | Рио-де-Жанейро, Бразилия | эстафета 4×100 м | 4-е (заб.)  | 37,89     |
| 2017 | Чемпионат мира               | Лондон, Великобритания   | эстафета 4×100 м | 6-е         | 38,59     |